# Monilinia mespili
Monilinia mespili är en svampart som först beskrevs av Woronin, och fick sitt nu gällande namn av N.F. Buchw. 1987. Monilinia mespili ingår i släktet Monilinia och familjen Sclerotiniaceae.   Inga underarter finns listade i Catalogue of Life.